# Glaphyrus micans micans
Glaphyrus micans micans es una subespecie de coleóptero de la familia Glaphyridae.

## Distribución geográfica
Habita en el Cáucaso, Irán, Asia Menor y en Armenia.